# Ona mnie nienawidzi
Ona mnie nienawidzi (ang. She Hate Me) – film Spike’a Lee z 2004 roku, w którym w głównej roli wystąpiła m.in. Monica Bellucci. Akcja umieszczona jest w Nowym Jorku. W przeciwieństwie do innych filmów tego reżysera, on sam nie wziął w nim udziału.

## Obsada
- Shira Bocar – Dziewczyna Rachel
- Anthony Mackie – Jack Armstrong
- Woody Harrelson – Powell
- Marion McCorry – Senator Jacobs
- Kerry Washington – Fatima Goodrich
- Ellen Barkin – Margo Chadwick
- Kristina Klebe – Ruth Lacey
- Monica Bellucci – Simona Bonasera
- Savannah Haske – Rachel
- Jim Brown – Geronimo Armstrong
- Ossie Davis – Judge Buchanan
- John Turturro – Angelo Bonasera
- Jamel Debbouze – Doak
- Brian Dennehy – Church
- Bai Ling – Oni
- Lonette McKee – Lottie Armstrong
- Paula Jai Parker – Evelyn
- Q-Tip – Vada Huff
- Dania Ramirez – Alex Guerrero
- Chiwetel Ejiofor – Frank Wills
- David Bennent – Doktor Herman Schiller
- Isiah Whitlock Jr. – Agent Flood
- Michole White – Nadiyah
- Kim Director – Grace